# 陳茂 (隋)
陳 茂（ちん も、生没年不詳）は、隋の文帝楊堅の近臣。本貫は河東郡猗氏県。

## 経歴
貧家に生まれ、実直恭謹な態度で、郷里の尊敬を受けた。楊堅が北周の隨国公となると、陳茂は召し出されて僚佐となり、李円通らと同等に扱われた。楊家の家事をつかさどって、意向にかなわないことがなく、楊堅に賞賛された。後に楊堅の下で北斉軍と晋州で戦った。北斉軍が善戦していたので、楊堅が自ら前線に出て流れを変えようとしたが、陳茂は馬のくつわを取って行かせなかった。楊堅は怒って、抜刀して陳茂の額を斬りつけた。陳茂の顔面は流血したが、言動を変えなかった。楊堅は感心して陳茂に謝った。後に陳茂の官は上士となった。
580年、楊堅が丞相となると、陳茂は大事を委ねられた。581年、隋が建国されると、陳茂は給事黄門侍郎に任ぜられ、魏城県男に封ぜられて、国政の機密をつかさどった。在官すること十数年、益州総管司馬に転出し、太府卿となり、爵位は伯に進んだ。数年後、在官のまま死去した。
子の陳政が後を嗣いだ。

## 子
陳政は、字を弘道といい、宮中で養われた。17歳で太子千牛備身となった。長安の大侠劉居士や李円通の子の李孝常と交遊した。劉居士が獄に下されて処刑されると、陳政と李孝常はその罪に連座したが、功臣の子として鞭打ち200回を受けて釈放された。煬帝のとき、協律郎に任ぜられ、通事謁者・兵曹承務郎を歴任した。煬帝に才能を愛され、重用された。宇文化及の乱のとき、太常卿となった。後に唐に帰順して、梁州総管として死去した。

## 伝記資料
- 『隋書』巻六十四 列伝第二十九
- 『北史』巻七十五 列伝第六十三